# Atelierul de pe Rue Furstenberg
Atelierul de pe Rue Furstenberg este un tablou al pictorului francez Frédéric Bazille din 1866, aflat acum la Musée Fabre din Montpellier.
Această pictură reprezintă atelierul pe care l-a împărtășit cu Claude Monet până în ianuarie 1866. Este situat la 6, rue de Furstenberg, în cartierul 6 al Parisului. În acest atelier Monet a pictat tabloul său Prânzul la iarbă verde în 1865 (care nu trebuie confundat cu cel al lui Édouard Manet, care la acea vreme își intitulase Le Bain).
La aceeași adresă, un etaj mai jos, se afla studioul lui Eugène Delacroix între 1857 și până la moartea sa. Se stabilise aici pentru a fi mai aproape de biserica Saint-Sulpice, căreia i s-a comandat, începând cu 1847, să decoreze o capelă. Acest atelier va fi apoi preluat de Diogène Maillart, student al lui Delacroix, unde va lucra pentru obținerea Prix de Rome în 1864.
După 1929, și datorită acțiunii Societății prietenilor lui Eugene Delacroix condusă de Maurice Denis și Paul Signac, clădirea va deveni locul de promovare a operei lui Delacroix, clădire care astăzi este: Muzeul Național Eugène-Delacroix.